# Olympische Sommerspiele 2000/Teilnehmer (Hongkong)
| Gelbes Symbol für Goldmedaillen mit stilisierten Olympischen Ringen | Graues Symbol für Silbermedaillen mit stilisierten Olympischen Ringen | Braundes Symbol für Bronzemedaillen mit stilisierten Olympischen Ringen |
| ------------------------------------------------------------------- | --------------------------------------------------------------------- | ----------------------------------------------------------------------- |
| —                                                                   | —                                                                     | —                                                                       |

Hongkong nahm an den Olympischen Sommerspielen 2000 in Sydney mit einer Delegation von 31 Athleten (neunzehn Männer und zwölf Frauen) an 34 Wettkämpfen in neun Sportarten teil. Es konnten dabei keine Medaillen gewonnen werden. Fahnenträgerin bei der Eröffnungsfeier war die ehemalige Schwimmerin Fenella Ng, die dieses Mal als Ruderin ins Rennen ging.

## Teilnehmer nach Sportarten

### Badminton
| Männer - Ng Wei Einzel: 2. Runde - Tam Kai Chuen Einzel: 2. Runde Mixed: 1. Runde | Frauen - Louisa Koon Wai Chee Einzel: 2. Runde Doppel: 1. Runde Mixed: 1. Runde - Ling Wan Ting Einzel: 2. Runde Doppel: 1. Runde |

### Leichtathletik
| Männer - Chiang Wai Hung 100 Meter: Vorläufe - Chiang Wai Hung, Ho Kwan Lung, Tang Hon Sing & To Wai Lok 4 × 100 Meter: Vorläufe | Frauen - Maggie Chan 5000 Meter: Vorläufe 10.000 Meter: Vorläufe |

### Radsport
| Männer - Wong Kam Po Punktefahren: 11. Platz | Frauen - Alexandra Yeung Mountainbike: 27. Platz |

### Rudern
| Männer - Lo Sing Yan & Lui Kam Chi Leichtgewichts-Doppelzweier: 16. Platz | Frauen - Fenella Ng Einer: 16. Platz |

### Schießen
Männer
- Li Hao Jian
Schnellfeuerpistole:18. Platz

### Schwimmen
| Männer - Alex Fong 200 Meter Rücken: 33. Platz 200 Meter Lagen: 46. Platz 400 Meter Lagen: 34. Platz - Mark Kwok 200 Meter Freistil: 26. Platz 400 Meter Freistil: 30. Platz 200 Meter Schmetterling: 32. Platz - Matthew Kwok 100 Meter Brust: 50. Platz - Tam Chi Kin 200 Meter Brust: 42. Platz - Harberth Wing 50 Meter Freistil: 53. Platz | Frauen - Sandy Chan 200 Meter Schmetterling: 33. Platz - Caroline Chiu 100 Meter Brust: 36. Platz - Flora Kong 100 Meter Schmetterling: 42. Platz - Sherry Tsai 50 Meter Freistil: 47. Platz 100 Meter Freistil: 33. Platz |

### Segeln
| Männer - Ho Chi Ho Windsurfen: 28. Platz | Frauen - Lee Lai Shan Windsurfen: 6. Platz |

### Tischtennis
| Männer - Cheung Yuk Einzel: 1. Runde Doppel: 1. Runde - Leung Chu Yan Einzel: Gruppenphase Doppel: 1. Runde | Frauen - Song Ah Sim Einzel: Gruppenphase Doppel: Gruppenphase - Wong Ching Einzel: Gruppenphase Doppel: Gruppenphase |

### Wasserspringen
Männer
- Yu Yuet
Kunstspringen: 48. Platz